# Воробьёв, Сергей (футболист)
Сергей Воробьёв (латыш. Sergejs Vorobjovs; 9 октября 1995, Даугавпилс) — латвийский футболист, нападающий и левый полузащитник. Выступал за сборную Латвии.

## Биография
Воспитанник даугавпилсского футбола. В начале 2010-х годов перешёл в младший состав итальянского клуба «Альбинолеффе», а 8 мая 2012 года, в 16-летнем возрасте, сыграл дебютный матч за основную команду клуба в Серии B — против «Эмполи» (1:2). После вылета клуба в Серию С стал чаще выходить на поле, сыграв 30 матчей в турнире. По окончании сезона 2014/15 покинул «Альбинолеффе», а в октябре 2015 года перешёл в клуб Серии D «Грумеллезе».
В начале 2016 года вернулся на родину и присоединился к дебютанту высшей лиги Латвии «Риге». 12 марта 2016 года сыграл первый матч за клуб в высшей лиге, заменив на 59-й минуте Евгения Шеренкова в игре против «Вентспилса». 23 апреля 2016 года забил свои первые голы, сделав «дубль» в матче против «Даугавпилса» (2:0). Всего за сезон сыграл 19 матчей и забил 4 гола в чемпионате.
В октябре 2016 года было объявлено о его переходе со следующего сезона в РФС. Начало сезона 2017 года пропустил из-за травмы, а затем попал в аварию, после которой не вышел на прежний уровень. За РФС сыграл лишь один неполный матч в июле 2017 года, затем числился в латвийских клубах «Даугавпилс», «Локомотив» Даугавпилс (первая лига), клубе высшей лиги «Ноа Юрмала», где не выходил на поле в официальных матчах, и в клубе низших лиг Германии «Альтенготтерн».
Выступал за сборные Латвии младших возрастов.
В национальной сборной Латвии дебютировал 1 июня 2016 года в матче Кубка Балтии против Литвы. На том турнире принял участие в обоих матчах своей команды и стал победителем турнира. Всего за сборную сыграл 3 матча, все — в 2016 году, во всех выходил на замены.

## Достижения
- Победитель Кубка Балтии: 2016